# Gulmi

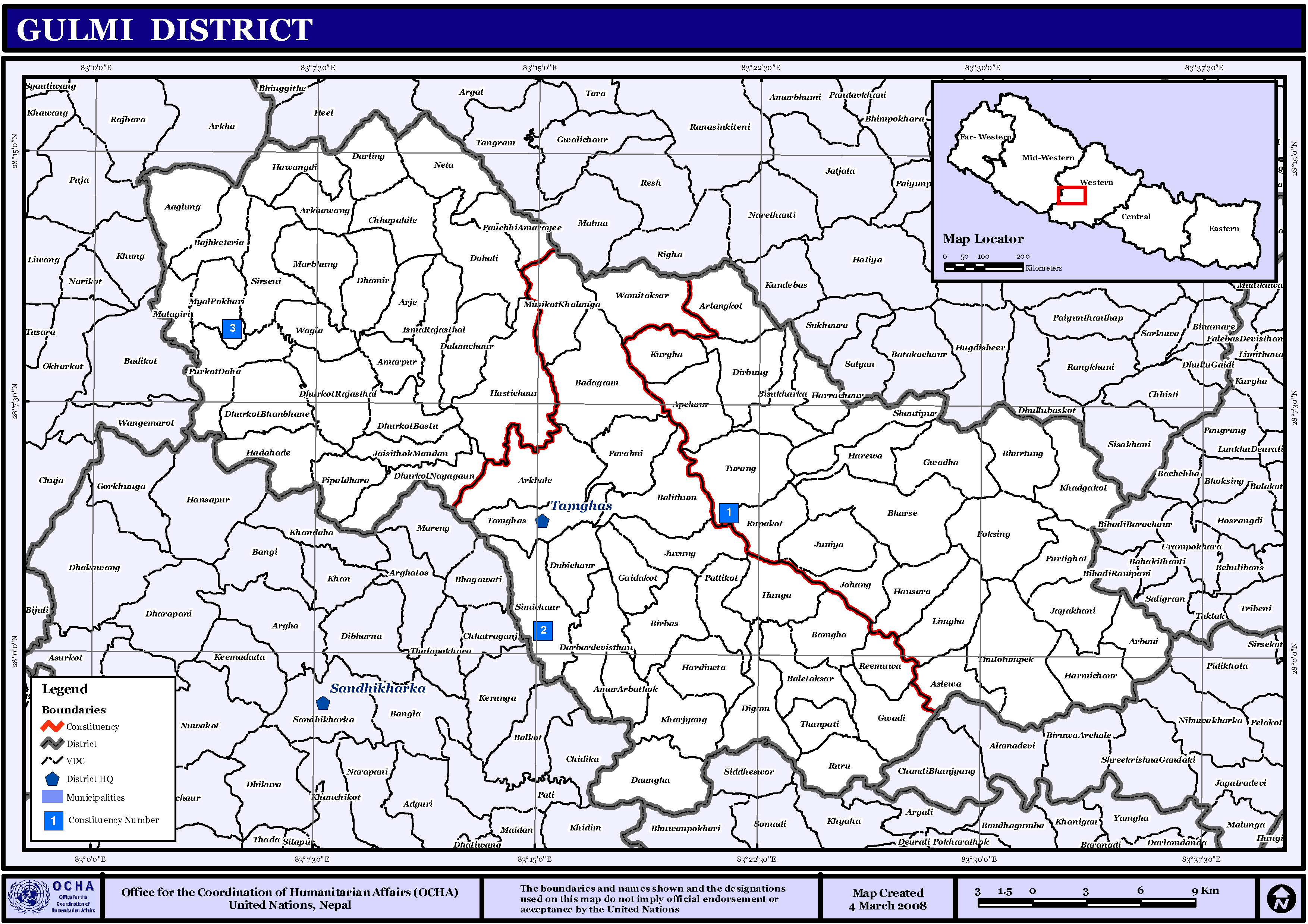
Kaart van Gulmi

Gulmi (Nepalees: गुल्मी) is een van de 75 districten van Nepal. Het district is gelegen in de bestuurlijke zone Lumbini en de hoofdplaats is Tamghas.

## Stedenendorpscommissies[2][3]
- Stad: Nepalees: nagarpalika of N.P.; Engels: municipality;
- Dorpscommissie: Nepalees: panchayat; Engels: village development committee of VDC.

- Steden (0): geen.
- Dorpscommissies (79): Aaglung, Amar Arbathok, Amarpur, Apchaur (of: Anpchaur), Arbani, Arje (of: Arjai), Arkhale, Arkhawang, Arlangkot, Aslewa, Badagaun, Bajhketeria (of: Banjhakateri), Baletaksar, Balithum, Bamgha, Bharse, Bhurtung, Birbas, Bishukharka, Chhapahile, Dalamchaur, Darbar Devisthan, Darling, Daungha, Dhamir (of: Ghamir), Dhurkot Bastu (of: Bastu), Dhurkot Bhanbhane (of: Bhanbhane), Dhurkot Nayagaun (of: Nayagaun), Dhurkot Rajasthal, Digam, Dirbung (of: Dibrung), Dohali, Dubichaur, Foksing, Gaidakot (of: Gaundakot), Gwadha (of: Gwagha), Gwadi, Hadahade, Hansara, Hardineta, Harewa, Harmichaur, Harrachaur, Hastichaur, Hawangdi, Hunga, Isma Rajasthal, Jaisithok, Jayakhani, Johang, Juniya, Juvung, Khadgakot, Kharjyang, Kurgha, Limgha, Malagiri, Marbhung, Musikot, Myal Pokhari, Neta, Pallikot, Paralmi, Pauchhi Amarayee (of: Paudi Amarayee), Pipaldhara, Purkot Daha, Purtighat, Reemuwa (of: Rimuwa), Rupakot, Ruru, Shantipur, Simichaur, Sirseni, Tamghas, Thanpati, Thulo Lumpek, Turang, Wagla, Wamitaksar.

Achham · 
Arghakhanchi · 
Baglung · 
Baitadi · 
Bajhang · 
Bajura · 
Banke · 
Bara · 
Bardiya · 
Bhaktapur · 
Bhojpur · 
Chitwan · 
Dadeldhura · 
Dailekh · 
Dang · 
Darchula · 
Dhading · 
Dhankuta · 
Dhanusa · 
Dolkha · 
Dolpa · 
Doti · 
Gorkha · 
Gulmi · 
Humla · 
Ilam · 
Jajarkot · 
Jhapa · 
Jumla · 
Kailali · 
Kalikot · 
Kanchanpur · 
Kapilvastu · 
Kaski · 
Kathmandu · 
Kavrepalanchok · 
Khotang · 
Lalitpur · 
Lamjung · 
Mahottari · 
Makwanpur · 
Manang · 
Morang · 
Mugu · 
Mustang · 
Myagdi · 
Nawalparasi · 
Nuwakot · 
Okhaldhunga · 
Palpa · 
Panchthar · 
Parbat · 
Parsa · 
Pyuthan · 
Ramechhap · 
Rasuwa · 
Rautahat · 
Rolpa · 
Rukum · 
Rupandehi · 
Salyan · 
Sankhuwasabha · 
Saptari · 
Sarlahi · 
Sindhuli · 
Sindhulpalchok · 
Siraha · 
Solukhumbu · 
Sunsari · 
Surkhet · 
Syangja · 
Tanahu · 
Taplejung · 
Terhathum · 
Udayapur